# Fabinho
Fabio Henrique Tavares (* 23. října 1993 Campinas), přezdívaný Fabinho, je brazilský profesionální fotbalista, který hraje na pozici defensivního záložníka za saúdský klub Al Ittihad FC a za brazilský národní tým.
S Liverpoolem vyhrál v ročníku 2018/19 Ligu mistrů.

## Klubová kariéra

### AS Monaco
V sezóně 2016/17 vyhrál ve dresu AS Monaco francouzskou ligu před favorizovaným PSG. Celkově za pět sezón v knížecím klubu odehrál 225 zápasů a dal 29 gólů.

### FC Liverpool
V roce 2018 v květnu přestoupil do Liverpoolu za částku 39 milionů liber a kde nahradil odcházejícího Emreho Cana.
Pro trenéra Kloppa měl být stavebním kamenem i pro sezónu 2019/20. Odehrál plných 120 minut zápasu Superpoháru UEFA proti Chelsea včetně prodloužení, Liverpool uspěl až v penaltovém rozstřelu.
Ve třetím kole proti Arsenalu zaznamenal asistenci na brance Salaha při výhře 3:1. Pro Liverpool to byla třetí ligová výhra. Fabinho se stal výraznou postavou ligového souboje s Tottenhamem během 27. října, to Liverpool porazil londýnský celek 2:1. Jeho výkon byl oceněn fanoušky, pro které byl mužem zápasu. Fabinho ukázal další povedený výkon během 10. listopadu proti největší konkurenci v podobě Manchesteru City a sám otevřel skóre tohoto zápasu již v 6. minutě. Liverpool svého soupeře porazil 3:0 a utvořil si náskok osmi bodů na nejbližší pronásledovatele.
Na konci listopadu se v zápase s Neapolí v Lize mistrů zranil, vyskytl se mu problém s kotníkovými vazy.

## Reprezentační kariéra
Zúčastnil se dvou turnajů Copa América, a to v letech 2015 a 2016.
Na Copu pořádanou v roce 2019 nominován překvapivě nebyl.